# Полторацкие
Полторацкие — русский дворянский род, происходящий от казака Марка Фёдоровича Полторацкого (1729—1795), который в правление Екатерины II заведовал Придворной певческой капеллой. В знак этого на гербе Полторацких изображена арфа.
«Недавно вышедшее из купцов семейство, в коем все братья и сёстры отличались и резким тоном, и необыкновенною во всех родах предприимчивостью», — так характеризовал Полторацких 1820-х годов современник.
Полторацкие владели известными усадьбами Грузины в Тверской и Авчурино в Калужской губернии. За пределами этих губерний они были внесены также в родословные книги губерний Курской, Пензенской, Санкт-Петербургской и Тамбовской.

## Значимые представители
- Фёдор Филиппович Полторацкий, соборный протоиерей в Соснице (земли Черниговского полка)
  - Марк Фёдорович (1729—1795) — певец (баритон), пожалованный в 1763 году в дворянское достоинство; 
∞ Агафоклея Шишкова (1737—1822), женщина с предпринимательской жилкой, которая держала на откупе всю Тверскую губернию, составив для мужа значительное состояние в 4000 душ[2].
    - Алексей Маркович (1759—1843), тверской губернский предводитель дворянства, вторым браком (с 30 апреля 1823 года)[3] женат на фрейлине двора Варваре Дмитриевне Киселёвой (1797—1859), сестре графа П. Д. Киселёва
      - Софья Алексеевна (31.01.1827[4]— ?)
      - Владимир Алексеевич (1828—1889) — генерал-майор участник Кавказских и Туркестанских походов и русско-турецкой войны 1877—1878 годов
      - Дмитрий Алексеевич (01.09.1835-1868), первым браком женат на Коробчевской Марии Николаевне.
        - Николай Дмитриевич (09.10.1858-?)
        - Надежда Дмитриевна (08.03.1861-?)
        - Екатерина Дмитриевна (12.11.1862-16.03.1890)
        - Алексей Дмитриевич (28.01.1965-?), 106-го пехотного Уфимского полка Штабс-капитан, командир роты, с 27.09.1898 первым браком женат на Титовой Софье Всеволодовне. 
          - Всеволод Алексеевич (13.01.1900-30.12.1935), активный деятель в РКП и создании ВЛКСМ

        - Александр Дмитриевич (20.03.1867-05.03.1913, похоронен на Преображенском кладбище)

      - Пётр Алексеевич (1844—1909) — действительный тайный советник

    - Дмитрий Маркович (1761—1818) — известный коннозаводчик, владелец усадьбы Авчурино
      - Сергей Дмитриевич (1803—1884) — библиофил и библиограф
      - Вера, жена А. В. Вонлярского, владельца имения Рай

    - Фёдор Маркович (1764—1858) — владелец мебельной, бумажной и суконной фабрик, сахарного и винокуренного заводов[5] в слободе Чернянка Курской губернии. С 1788 года первым браком был женат на Варваре Афанасьевне Брянчаниновой, вторым с 1801 года — на Елизавете Францевне Бениони, француженке.
      - Елизавета (1789—1828), замужем за Иваном Яковлевичем Бухариным (1772—1858), их дочь Вера Ивановна (1813—1902), жена генерала Н. Н. Анненкова.
      - Александр (1794—18..)
      - Алексей (1810—1870) Усадьба Полторацких в селе Авчурино

    - Александр Маркович (1766—1839) — управляющий Петербургским монетным двором
      - Александр (1792—1855), тамбовский уездный предводитель дворянства[6]; 
∞ Екатерина Павловна, дочь П. П. Бакунина
        - Павел — генерал-майор

      - Михаил (1801—1836), знакомый А. С. Пушкина[7]

    - Павел Маркович (1768—1827)
      - Александр Павлович (1796—1863) — участник войны 1812 года и заграничных походов. В 1819 штабс-капитан л.-гв. Измайловского полка. Член Союза спасения и Союза благоденствия, его членство в них оставлено без внимания. С 1828 г. в отставке, впоследствии действительный статский советник.
        - Андрей Александрович
          - Виктор Андреевич (?—1911)
            - Татьяна Викторовна
              - Виктор Александрович (1949—1985) — советский композитор, пианист

      - Алексей (1802—19.11.1863[8]), действительный статский советник, умер от отека легких.
      - Анна, жена Ивана Ралли

    - Елизавета Марковна (1768—1838), наследница мызы «Оккервиль»
∞ Оленин, Алексей Николаевич;
      - Оленина, Анна Алексеевна

    - Пётр Маркович (1775 — после 1851)
      - Анна (Керн) (1800—1879), известна по роли в жизни А. С. Пушкина
      - Елизавета (также знакомая Пушкина)
      - Александр
        - Владимир Александрович (1830—1886) — русский генерал, картограф, семипалатинский губернатор, участник так называемых Туркестанских походов

    - Агафоклея Марковна (1776—1840), жена генерал-майора А. Д. Сухарева, наследница мызы Косая Гора
    - Варвара Марковна (1778—1845), жена Дмитрия Борисовича Мертваго
    - Константин Маркович (1782—1858) — генерал-лейтенант, участник войн с Наполеоном, ярославский губернатор
    - Егор Маркович